# Amtsgericht Diepenau
Das Amtsgericht Diepenau war ein Gericht der ordentlichen Gerichtsbarkeit in Diepenau.
Nach der Revolution von 1848 wurde im Königreich Hannover die Rechtsprechung von der Verwaltung getrennt und die Patrimonialgerichtsbarkeit abgeschafft.
Das Amtsgericht wurde daraufhin mit der Verordnung vom 7. August 1852 die Bildung der Amtsgerichte und unteren Verwaltungsbehörden betreffend als königlich hannoversches Amtsgericht gegründet.
Es umfasste das Amt Diepenau.
Das Amtsgericht war dem Obergericht Nienburg untergeordnet. Im Jahre 1854 wurde es aufgelöst und mit dem Amtsgericht Uchte vereinigt.